# Karel Bednařík
Karel Bednařík (19. prosince 1920 Holešov – 26. února 2011 Kroměříž) byl český palubní navigátor a střelec Royal Air Force v období druhé světové války a politický vězeň komunistického režimu.

## Život

### Před druhou světovou válkou
Karel Bednařík se narodil 19. prosince 1920 v Holešově na Kroměřížsku v rodině pokrývače Leopolda Bednaříka a Marie, rozené Pospíšilové. V rodném městě vychodil obecnou a měšťanskou školu a měl se vyučit klempířem v pokračovací kovodělné škole. Z důvodu onemocnění tuberkulózou se tak nestalo a po vyléčení zůstal bez vyučení. Pracoval jako dělník.

### Druhá světová válka
Po německé okupaci v březnu 1939 byl ze stávajícího zaměstnání propuštěn a tak začal Karel Bednařík pracovat na stavbách v Königsbergu. Dne 4. srpna téhož roku během návratu z dovolené vystoupil z vlaku na území Polska, kde se následně v Krakově přihlásil do zde vznikající československé zahraniční jednotky. Krátce pobyl ve výcvikovém středisku v Malých Bronovicích, poté odplul do Francie, kde vstoupil do cizinecké legie a jako její příslušník byl odvelen do severní Afriky. Po vypuknutí druhé světové války byl ze závazku uvolněn a přeřazen ke vznikající jednotce Československé armády v zahraničí v Agde. Absolvoval poddůstojnickou školu a spojovací kurz a jako spojař štábu 2. pěšího pluku se zúčastnil bojů ve Francii. Po pádu Francie nastoupil 28. června 1940 v Sète na loď a odplul do Spojeného království. Zde se přihlásil do Royal Air Force, kde byl vyškolen na palubního střelce a 14. května 1941 zařazen do operační služby u 96. perutě, kde létal na strojích Boulton Paul Defiant. K 14. září téhož roku byl převelen k 68. peruti, kde létal na pozici navigátora a palubního radarového operátora na nočních stíhacích strojích Bristol Beaufighter. První operační turnus ukončil v únoru 1943, poté působil jako instruktor. Druhý operační turnus zahájil v únoru 1944 opět u 68. perutě již na letounech de Havilland Mosquito. Přežil dvě vážné nehody a dosáhl hodnosti rotmistra.

### Po druhé světové válce
Po skončení druhé světové války se Karel Bednařík vrátil 4. srpna 1945 do Československa. V lednu 1946 byl povýšen do hodnosti podporučíka, v březnu téhož roku z armády odešel. V rodném Holešově pracoval jako vedoucí kina, následně jako obchodní zástupce, z tohoto zaměstnání byl z politických důvodů propuštěn po komunistickém převzetí moci v únoru 1948. V březnu 1948 se tajně oženil s Andělou Hejníkovou, následně se oba pokusili emigrovat v prostoru Aše. Jejich plán byl vyzrazen a manželé Bednaříkovi byli zadrženi a několik měsíců vězněni, během zatýkání byl zastřelen holešovský duchovní Vojtěch Rygal. Po propuštění pracoval Karel Bednařík v dělnických profesích a stal se otcem tří dětí. Rehabilitován byl v roce 1991, kdy byl povýšen do hodnosti plukovníka ve výslužbě. Zemřel 26. února 2011 v nemocnici v Kroměříži.

## Vyznamenání
- 4x Československý válečný kříž 1939
- 3x Československá medaile Za chrabrost před nepřítelem
- Československá medaile za zásluhy I. stupně
- Pamětní medaile československé armády v zahraničí
- Hvězda 1939–1945
- Evropská hvězda leteckých posádek
- Hvězda Atlantiku
- Válečná medaile 1939–1945